# 琼博拉镇
琼博拉乡，是中华人民共和国新疆维吾尔自治区伊犁哈萨克自治州察布查尔锡伯自治县下辖的一个乡镇级行政单位。

## 行政区划
琼博拉乡下辖以下地区：
琼博拉村、索墩布拉克村、小博拉村和墩买里村。